# Bălțătești
Bălțătești – wieś w Rumunii, w okręgu Neamț, w gminie Bălțătești. W 2011 roku liczyła 2068 mieszkańców.